# Everyone into Position
Albums de Oceansize
Music for Nurses
(2004) Frames
(2007)
Everyone Into Position est le deuxième album studio du groupe britannique Oceansize, paru en septembre 2005.

## Liste des titres
1. The Charm Offensive – 7:19
2. Heaven Alive – 6:21
3. A Homage to a Shame – 5:53
4. Meredith – 5:26
5. Music for a Nurse – 8:16
6. New Pin – 5:11
7. No Tomorrow – 7:10
8. Mine Host – 4:10
9. You Can't Keep a Bad Man Down – 7:36
10. Ornament / The Last Wrongs – 9:23

## Titre caché
Cet album contient le morceau caché Emp(irical)error, dans le prégap de la première piste, qui n'est jamais lu automatiquement par un lecteur standard. Pour pouvoir l'écouter, l'utilisateur peut par exemple se positionner au début de la première piste et utiliser la fonction « retour rapide » de certains lecteurs de disque.